# 2023 en Afrique
Cette page concerne l'année 2023 du calendrier grégorien en Afrique, sauf dans les pays ayant leur propre article.

## Événements

### Janvier
- 6 janvier : Les 46 militaires ivoiriens condamnés pour tentative d'atteinte à la sûreté extérieure de l'État et incarcérés au Mali sont graciés par le colonel Assimi Goïta, président de la transition malienne[1].
- 8 janvier :
  - élections législatives au Bénin, l'alliance Union progressiste pour le renouveau - Bloc républicain conserve la majorité, mais les démocrates de l'opposition regagnent une représentation parlementaire ;
  - au Sénégal, un accident de bus fait quarante morts à Kaffrine[2].
- 13 janvier au 4 février : Championnat d'Afrique des nations de football en Algérie.
- 15 janvier : attentat de l'église de Kasindi en république démocratique du Congo.
- À partir du 19 janvier : le cyclone Cheneso fait au moins 25 morts à Madagascar[3].
- 23 janvier : le gouvernement du Burkina Faso demande le départ des troupes françaises[4].
- 29 janvier : élections législatives en Tunisie (2e tour).

### Février
- 6 février : référendum sur la création d'une région d'Éthiopie du Sud.
- 13 janvier au 4 février : Championnat d'Afrique des nations de football.
- 14 février : En Afrique du Sud, 20 personnes sont tuées et 68 autres blessées par une collision frontale entre un bus de tourisme et une camionnette blindée de transport de fonds à Makhado[5].
- 15 février : 11 personnes sont tuées et 73 autres sont portées disparues et présumées mortes après le naufrage d'un bateau transportant des migrants au large des côtes libyennes[6].
- 19 février : l'Union africaine annonce l'organisation d'une conférence de paix pour faire face à l'instabilité en Libye[7].
- 21 février : le cyclone Freddy fait sept morts à Madagascar[8].
- 24 février : élections législatives à Djibouti.
- 25 février :
  - élection présidentielle, élections législatives et élections sénatoriales au Nigeria, Bola Tinubu est élu président ;
  - 18 personnes sont blessées par trois explosions au départ d'un marathon dans le sud-ouest anglophone du Cameroun, en proie à un sanglant conflit entre l'armée et des rebelles séparatistes[9].

### Mars
- Le cyclone Freddy frappe à nouveau Madagascar ainsi que le Mozambique et le Malawi, faisant plus de 300 morts.
- 3 mars : au moins douze personnes sont tuées dans l'explosion d'un pipeline à Emohua, dans l'État de Rivers, au Nigeria[10].
- 9 mars : en Ouganda, le parlement entame un débat sur un projet de loi qui criminaliserait les personnes s'identifiant comme faisant partie de la communauté LGBTQ avec jusqu'à 10 ans de prison. Le projet de loi criminaliserait également la « promotion » de l'homosexualité et la « complicité » ou le « complot » en vue de s'engager dans des relations homosexuelles[11].
- 12 mars : élections sénatoriales au Cameroun.
- 25 mars : au Niger, les forces spéciales nigériennes annoncent avoir tué 79 terroristes et détruit leurs bases armées[12].

### Avril
- 15 avril :
  - des combats éclatent au Soudan entre l'armée régulière et les forces paramilitaires de soutien rapide, qui affirment avoir capturé l'aéroport international et le palais présidentiel de Khartoum[13] ;
  - attaque d'Aoréma au Burkina Faso.
- 20 avril : Massacre de Karma au Burkina Faso.
- 24 avril : une cinquantaine de corps des membres de l'Église internationale de Bonne Nouvelle sont exhumés d'une forêt au Kenya après un suicide collectif[14].
- 27 avril : une attaque contre une base militaire burkinabé dans la région Est du Burkina Faso par des djihadistes tue 33 soldats burkinabés. Au cours de l'attaque, les soldats ont affirmé avoir tué 40 des djihadistes avant l'arrivée des renforts gouvernementaux[15].

### Mai
- 9 mai : en Tunisie, une fusillade à Djerba fait six morts.
- 11 mai : au Burkina Faso, 33 villageois sont assassinés dans le département de Tchériba[16].
- 13 mai : élections régionales en Mauritanie.
- 13 et 27 mai : élections législatives en Mauritanie.
- 15 mai : le Kenya et la Somalie annoncent un accord pour rouvrir leur frontière terrestre au 1er juillet, officiellement fermée depuis 2011 en raison de l'insurrection des islamistes radicaux shebab[17].

### Juin
- 1er juin : au Sénégal, neuf personnes sont tuées lors de manifestations à Dakar et à Ziguinchor, entre la police et les partisans du chef de l'opposition condamné Ousmane Sonko[18].
- 4 juin : élections législatives en Guinée-Bissau.
- 10 juin : six civils et trois policiers sont tués par al-Shabaab dans un hôtel à Mogadiscio (Somalie), les sept assaillants sont également tués[19].
- 16 juin : au moins 41 personnes sont tuées  dans le massacre de l'école de Mpondwe en Ouganda[20].
- 18 juin : référendum constitutionnel au Mali.
- 24 juin : élection présidentielle et élections législatives en Sierra Leone, Julius Maada Bio est réélu pour un deuxième mandat avec 56,17 % des voix.

### Juillet
- 13 juillet : au Soudan, Les corps d’au moins 87 personnes, tuées par les forces paramilitaires et leurs alliés ont été enterrés dans une fosse commune au Darfour[21].
- 16 juillet : des rebelles séparatistes armés tuent une dizaine de civils, à Bamenda, chef-lieu de la région camerounaise du Nord-Ouest, où un conflit sanglant oppose l’armée à des indépendantistes anglophones[22].
- 17 juillet : Israël reconnaît la souveraineté du Maroc sur le Sahara Occidental[23].
- 25 juillet : au Ghana, Le Parlement vote pour abolir officiellement la peine de mort dans le pays[24].
- 26 juillet : le président du Niger, Mohamed Bazoum, est séquestré par la Garde présidentielle lors d'un Coup d'état[25].
- 27 au 28 juillet : 2e sommet Russie-Afrique à Saint-Pétersbourg[26].
- 28 juillet au 6 août : Jeux de la Francophonie à Kinshasa, en RDC.
- 30 juillet :  référendum constitutionnel en République centrafricaine, la nouvelle Constitution est approuvée à plus de 95 %.
- 31 juillet: un projet de coup d'État en Sierra Leone est mis au jour.

### Août
- 4 août : l'Éthiopie déclare l'état d'urgence après des affrontements entre l'armée et des combattants locaux dans la région de l'Amhara[27].
- 11 et 12 août : bataille de Ber au Mali.
- 16 août : 17 militaires sont tués et 20 autres sont blessés dans une embuscade contre un véhicule militaire à Koutougou, région de Tillabéri au Niger[28].
- 20 août : élections sénatoriales en république du Congo.
- 22 au 24 août : 15e sommet des BRICS à Johannesbourg en Afrique du Sud.
- 23 août : élections parlementaires et élection présidentielle au Zimbabwe, Emmerson Mnangagwa est réélu président.
- 26 août : élections générales (présidentielle et législatives) au Gabon.
- 30 août : coup d'État militaire au Gabon contre le président Ali Bongo.

### Septembre
- 4-11 septembre : la tempête Daniel fait au moins 11 000 morts et 6 000 disparus, la Libye et le pays le plus touché.
- 5 septembre : au Burkina Faso, 53 soldats sont tués lors de l'attaque de Koumbri dans la région du Nord[29].
- 8 septembre : un séisme meurtrier au Maroc dans la région de Marrakech-Safi fait plus de 2 900 morts.
- 12 septembre : bataille de Bourem au Mali.
- 16 septembre :
  - élections sénatoriales en Côte d'Ivoire ;
  - le Niger, le Mali et le Burkina Faso signent un pacte à trois États nommé Alliance des États du Sahel, s'engageant à prendre la défense de chacun d'entre eux en cas de « rébellion ou d'agression extérieure »[30].
- 17 septembre : bataille de Léré au Mali.
- 29 septembre : élections législatives en Eswatini.

### Octobre
- 1er octobre : attaque de Bamba au Mali.
- 4 octobre : attaque de Taoussa au Mali.
- 10 octobre :  élections législatives, élections sénatoriales et élection présidentielle au Liberia.

### Novembre
- 4 novembre : en Guinée, un commando armé attaque la prison de Conakry pour libérer l'ex-dictateur Moussa Dadis Camara et trois autres détenus, causant 9 morts dans le processus (4 membres des forces de sécurité, 3 assaillants, 2 civils) ; Dadis Camara et deux autres détenus sont recapturés le jour-même, mais le dernier évadé, Claude Pivi, reste en fuite[31].
- 6 novembre : une vingtaine de personnes, dont des femmes et des enfants, sont tuées dans une nouvelle attaque d’un village par des séparatistes anglophones dans l’ouest du Cameroun où ces rebelles et l’armée s’affrontent depuis sept ans[32].
- 11 novembre : Nadir Larbaoui est nommé Premier ministre d'Algérie.
- 14 novembre :
  - élection présidentielle au Liberia (2d tour), Joseph Boakai est élu troisième président démocratiquement élu du Liberia ;
  - au Mali, l'armée malienne et le groupe Wagner s'emparent de la ville de Kidal, tenue par les rebelles du CSP[33].
- 16 novembre : élection présidentielle à Madagascar, Andry Rajoelina est réélu président.
- 20 novembre : au Congo-Brazzaville, 37 jeunes Congolais trouvent la mort dans une bousculade lors d'une opération de recrutement de l'armée à Brazzaville[34].
- 21 novembre : la République démocratique du Congo signe des accords pour le retrait complet de la force de maintien de la paix des Nations unies de la MONUSCO. La MINUSCO compte environ 15 000 soldats de la paix stationnés à travers le pays[35].
- 24 novembre : la Somalie devient le huitième membre de la Communauté d'Afrique de l'Est.
- 27 novembre : en Sierra Leone, une attaque d'hommes armés dans une caserne et un dépôt de munition à Freetown fait une vingtaine de morts ; ils ont aussi libéré les prisonniers de plusieurs centres de détention[36].
- 28 novembre : au Burkina Faso, une attaque massive contre un détachement de l’armée à Djibo, dans le nord du pays, fait une quarantaine de morts parmi les civils[37].

### Décembre
- 3 décembre :
  - attaque de Labbezanga au Mali ;
  - frappe de drone sur Tudun Biri au Nigeria.
- 10 au 12 décembre : élection présidentielle en Égypte, Abdel Fattah al-Sissi est réélu.
- 12 décembre : attaque de Farabougou au Mali.
- 16 décembre : en Libye, au moins 61 migrants meurent après le naufrage de leur embarcation de fortune au large des côtes libyennes[38].
- 17 décembre : référendum constitutionnel au Tchad[39].
- 18 décembre : en Guinée, au moins 14 personnes sont tuées et 190 autres sont blessées par une explosion dans un terminal pétrolier à Conakry[40].
- 20 décembre : élection présidentielle et législatives en République démocratique du Congo, Félix Tshisekedi est réélu avec plus de 73 % des suffrages.
- 21 décembre : massacre de Nzakoundou en République centrafricaine.
- 23 au 25 décembre : massacres dans l'État de Plateau au Nigeria.

#### Articles sur l'année 2023 en Afrique
- Pandémie de Covid-19 en Afrique

#### L'année sportive 2023 en Afrique
- Championnats d'Afrique d'athlétisme 2023
- Championnat d'Afrique de basket-ball 2023
- Coupe de la confédération 2022-2023.
- Coupe d'Afrique des nations des moins de 20 ans 2023.
- Jeux africains de 2023.
- Ligue des champions de la CAF 2022-2023.

#### L'année 2023 dans le reste du monde
- L'année 2023 dans le monde
- 2023 par pays en Amérique, 2023 au Canada, 2023 aux États-Unis
- 2023 en Europe, 2023 en Belgique, 2023 en France, 2023 en Italie, 2023 en Suisse
- 2023 en Afrique • 2023 par pays en Asie • 2023 en Océanie
- Décès en 2023